# Međunarodni kup Premier lige
Međunarodni kup Premier lige (eng. Premier League International Cup) je englesko nogometno natjecanje za igrače mladih momčadi iz Europe do 23 godine starosti. Natjecanje je osnovala engleska Premier liga 2014. godine s ciljem da se najbolje mlade engleske momčadi natječu s najboljim momčadima kontinentske Europe. Na Kupu se natječe 12 engleskih momčadi i 12 europskih momčadi.

## Dosadašnji pobjednici
| Godina    | Pobjednik       | Finalist   | Rezultat |
| 2014./15. | Manchester City | Porto      | 1:0      |
| 2015./16. | Villarreal      | PSV        | 4:2      |
| 2016./17. | Porto           | Sunderland | 5:0      |
| 2017./18. | Porto           | Arsenal    | 1:0      |
| 2018./19. | Bayern          | Dinamo     | 2:0      |

## Hrvatski klubovi
- Dinamo Zagreb, sezona 2018./19., igrao finale s Bayernom

## Vanjske poveznice
- Službena stranica